# ブドウとメロンを食べる子供たち
『ブドウとメロンを食べる子供たち』（ブドウとメロンをたべるこどもたち、独: Trauben- und Melonenesser, 英: Children Eating Grapes and a Melon）は、スペインのバロック絵画の巨匠バルトロメ・エステバン・ムリーリョが1645-1650年にキャンバス上に油彩で制作した絵画である。現在、ミュンヘンのアルテ・ピナコテークに所蔵されている。 本作のようにリアリティーのある自然主義的な風俗画は、自身も9歳の時に孤児となったムリーリョが宗教画とともに最も繰り返し描いた作品である。そうした作品は子供たちを中心に描いたものであり、『サイコロ遊びをする子供たち』 (アルテ・ピナコテーク) や『乞食の少年』 (ルーヴル美術館) なども含まれる。大胆な光と影の対比にディエゴ・ベラスケスの影響が見られる本作は、ムリーリョが描いた最初期の風俗画の1つである。

## 来歴
これら風俗画はほとんどすべてがスペイン国外にあるが、それらがおそらくセビーリャに居住していた多くのフランドルの商人たちの幾人かに委嘱され、ムリーリョの重要な収集家で顧客であったニコラス・デ・オマスール (Nicolás de Omazur) のような北ヨーロッパの画商たちのために制作されたことを示唆している。 
17世紀末から18世紀初頭までスペイン領ネーデルラントの総督であったマクシミリアン2世エマヌエルは、アントウェルペンで1698年に本作と『サイコロ遊びをする子供たち』を購入し、これらの作品はアルテ・ピナコテークにあるムリーリョのコレクションの基礎を築いた。アルテ・ピナコテークには現在、これらに加え『シラミを取る老婆』、『小さな果物売り』、『パイを食べる子供たち』、『サイコロ遊びをする少年たち』の合計5点のムリーリョの風俗画があり、世界随一のコレクションとなっている。アルテ・ピナコテークには、その他にもムリーリョの『眠る幼子イエス・キリストと天使たち』、『足萎えを癒すヴィリャヌエーバの聖トマス』、『笑う羊飼いの少年』などが収蔵されている。

## 作品
ムリーリョは、自身の風俗画でスペインで最も賑わっていた商都の1つセビーリャの乞食の子供たちや貧困を表している。セビーリャには、ペストの蔓延とハプスブルク家の絶対王政がもたらした深刻な経済的・社会的危機によって生み出された多くのホームレスの子供たちがいたが、画家は彼らを描いたのである。セビーリャの路上にいた彼らは物乞い、使い走り、盲人の道案内、博徒の手下などあらゆる仕事をして飢えをしのいでいた。ムリーリョはそうした子供たちを通俗的に、そして日常的に解釈しており、それは彼がイタリア派絵画、とりわけカラヴァッジョの絵画『バッカス』を知っていたことを示している。
本作では、路地裏の廃屋の中と思われる場所に2人の少年がブドウとメロンをほおばっている。シャツは破れ、ズボンの穴からは膝が見え、はだしの足は黒く汚れている。少年たちは棄てられたのであろうか。しかし、悲惨な境遇にもかかわらず、2人の表情に暗さはない。彼らは、この世に受けた生をただ逞しく生きている。
黄色くて硬いメロンの皮の下には、果汁をたっぷり含んだ白い果肉が見える。北ヨーロッパでは高価な果物であったメロンも、スペインではまったく庶民の食べ物であった。籠に入った果物もみずみずしい。これらの果物は、貧しき者に与えられた神の恩寵であるかのようである。

## アルテ・ピナコテークにあるムリーリョの風俗画

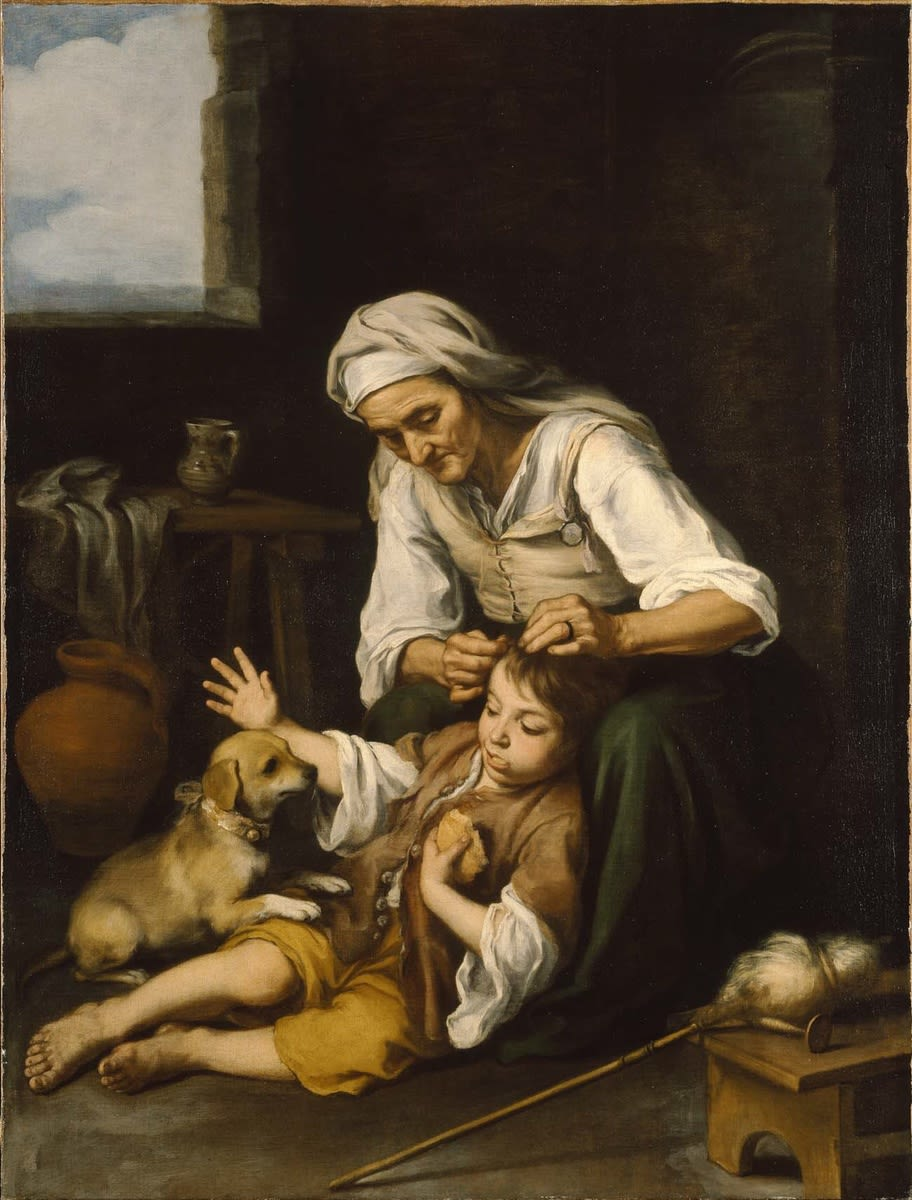
ムリーリョ『シラミを取る老婆』(1660年ごろ)
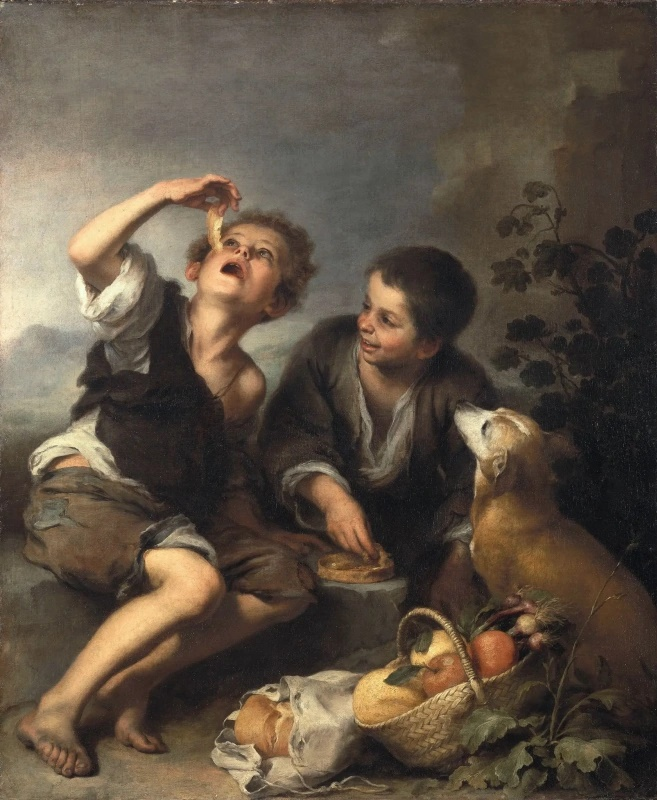
ムリーリョ『パイを食べる子供たち』(1670-1675年ごろ)
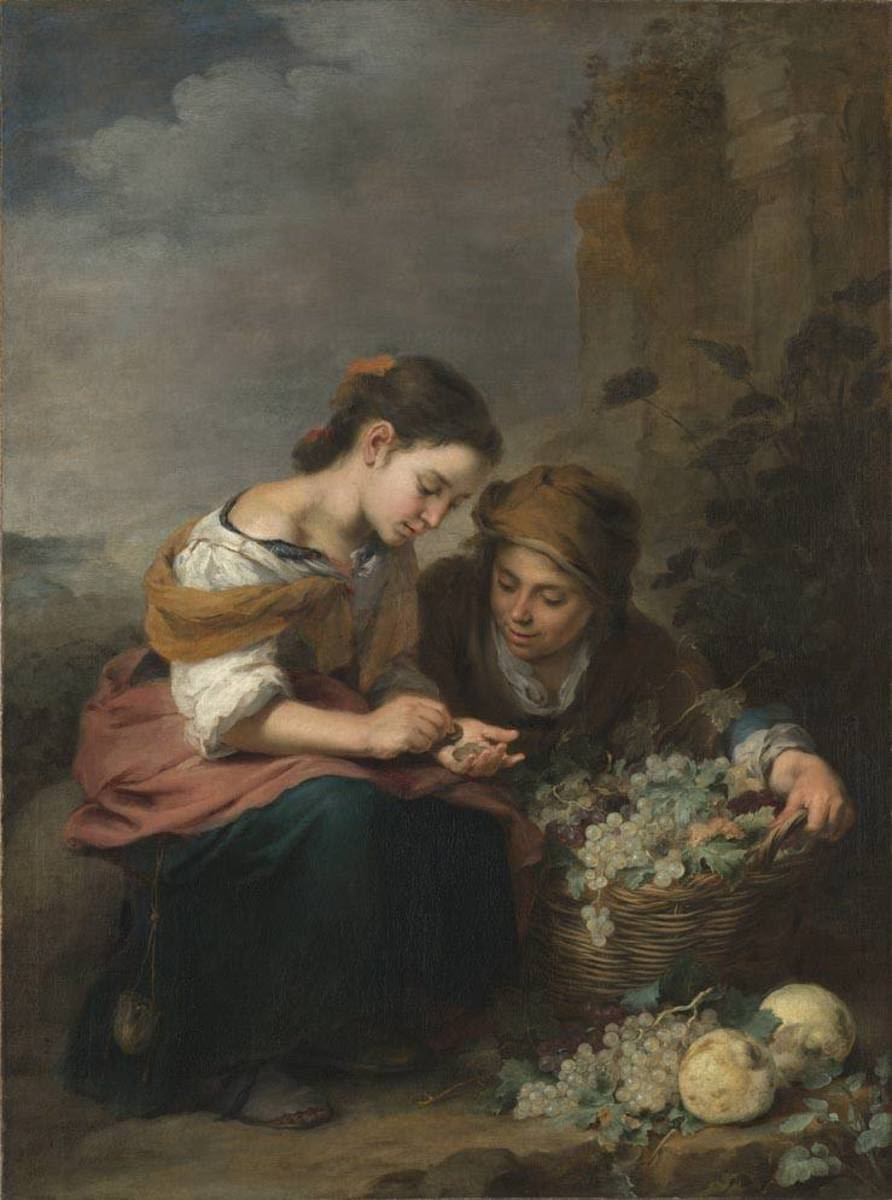
ムリーリョ『小さな果物売り』(1670-1675年ごろ)
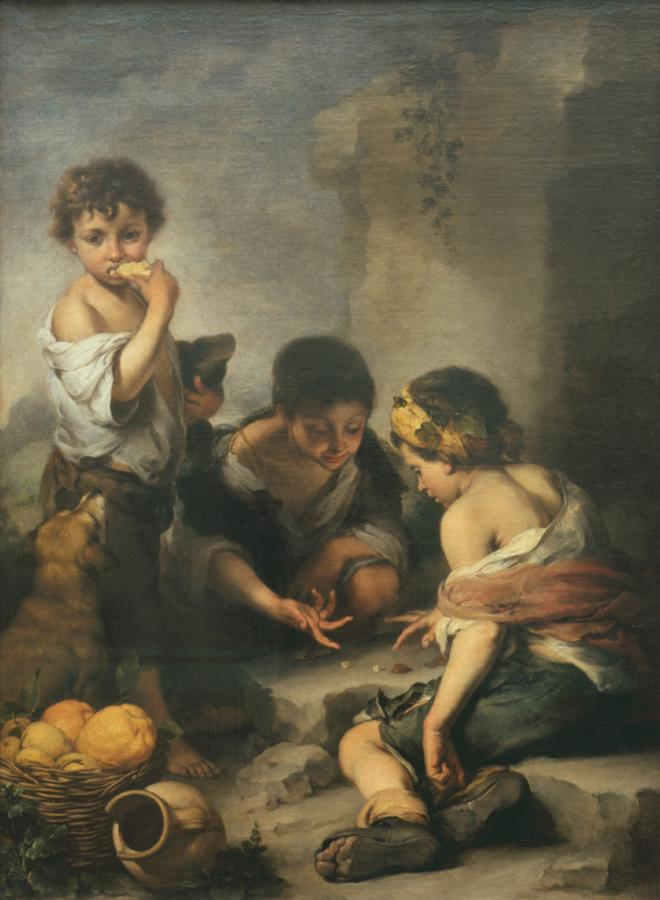
ムリーリョ『サイコロ遊びをする少年たち』(1670-1680年ごろ)